# Arquitectura del Renaixement

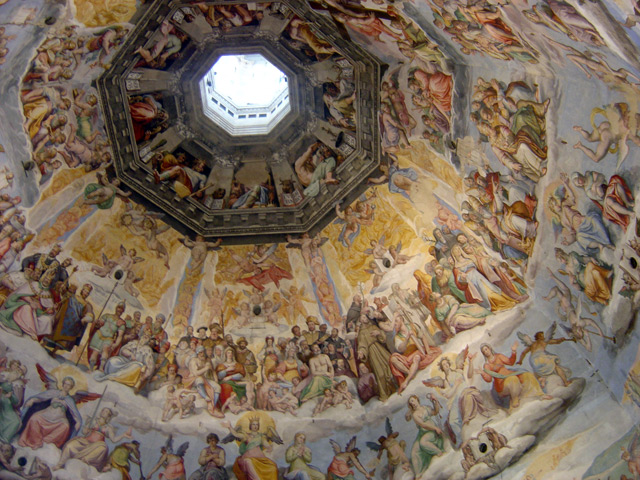
Interior de la cúpula de la Catedral de Santa Maria dei Fiori.

L' Arquitectura del Renaixement o renaixentista correspon al període artístic del Renaixement europeu, que inclou els segles XIV, xv i xvi. Es caracteritza per ser un moment de ruptura a la Història de l'arquitectura, en especial respecte a l'estil arquitectònic previ: el gòtic.
Produeix innovacions en diferents esferes: tant en els mitjans de producció com en el llenguatge arquitectònic, que es plasmà en una adequada i completa teorització.
Una altra de les notes que caracteritza aquest moviment és la nova actitud dels arquitectes, passant de ser artesans a verdaders professionals, marcant a cada obra el seu estil personal. Les grans catedrals gòtiques són majoritàriament anònimes, tanmateix les grans obres renaixentistes estan totes firmades. Els arquitectes es van inspirar en l'arquitectura romana i grega de l'antiguitat clàssica que consideraven model perfecte de les Belles Arts. En van fer una reinterpretació personal.
També és un moment en què les Arts manifesten un projecte de síntesi i interdisciplinarietat bastant compacte. No es consideren com a elements independents, sinó subordinats a l'Arquitectura.

## Períodes

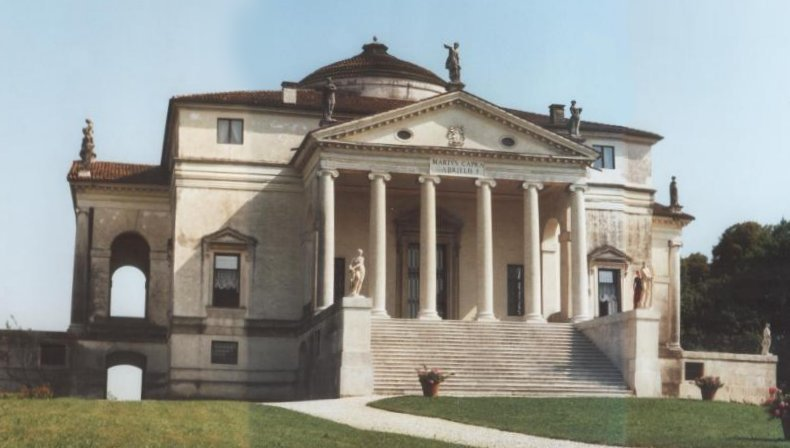
Villa Capra: arquitectura pal·ladiana.

La història de l'arquitectura del renaixement, com un tot, acostuma a dividir-se en els següents tres grans períodes:
1. Segle XIV i inicis del segle XV: Quattrocento,[1] moment en què es destaca la figura de Filippo Brunelleschi i Leon Battista Alberti. És una arquitectura que aspira al Classicisme i que posa els puntals teòrics de la canonització de l'estil, que caracteritzarà al període següent.
2. Segle XV i inicis del segle XVI: Cinquecento[2] o fase de l'Alt Renaixement, en el qual destaquen arquitectes com Donnato Bramante.
3. Segle XVI: Manierisme,[3] on les individualitats dels arquitectes comencen a sobreposar-se al projecte teòric clàssic. Destaquen mestres com Miquel Àngel, Andrea Palladio i Giulio Romano.

## Característiques generals de l'arquitectura del renaixement

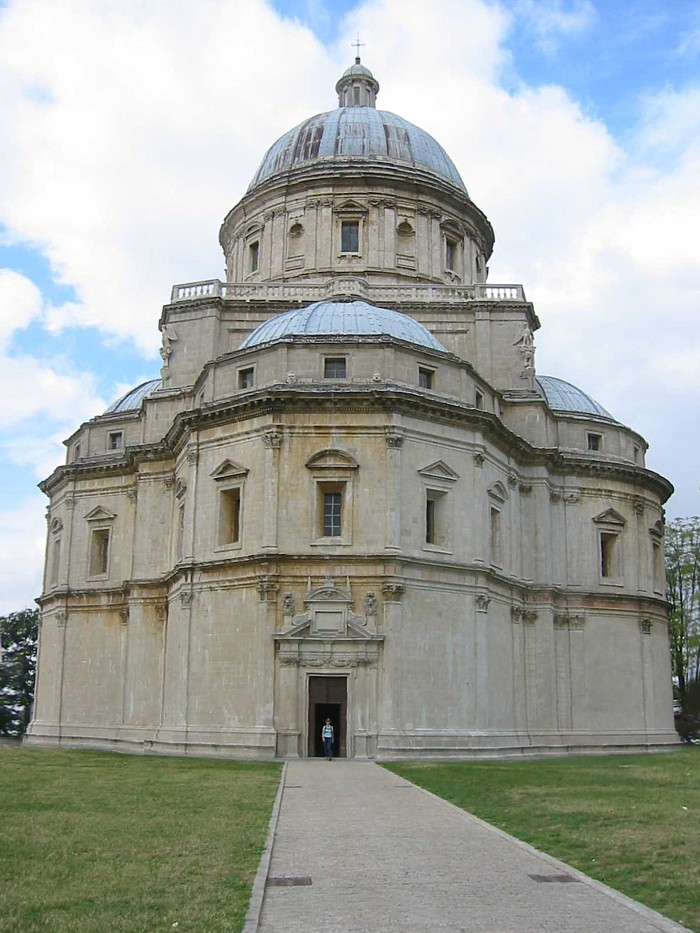
Santa Maria della Consolazione a Todi, església de planta central del Renaixement.

### Fonaments generals del Renaixement
L'arquitectura del renaixement va estar bastant relacionada amb una visió del món durant aquell període sostinguda en dos pilars essencials: El classicisme i l'humanisme.
Cal destacar que els ideals i valors renaixentistes no van poder sorgir totalment desvinculats del coneixement medieval que els varen precedir, tanmateix, els conceptes que subjeuen a aquest estil arquitectònic es van construir sobre la conscient i efectiva ruptura de la producció artística de l'edat mitjana, en especial de l'estil gòtic.
Podem analitzar les següents característiques generals:
- Cerca de l'ideal clàssic: A través del classicisme, els homes del Renaixement miraven cap al món grecoromà com a model per a la seva societat contemporània, buscant aplicar en la realitat material quotidiana allò que consideraven que pertanyia a un món més idíl·lic que real. En aquest sentit, l'arquitectura, en especial, va intentar concretar conceptes clàssics com la bellesa, sorgint així la teorització i ordenació del moviment, fonamentat en l'arquitectura grega clàssica i romana. Segons els teòrics renaixentistes aquest era el camí idoni per assolir el món ideal.
- Visió profana sobre temes religiosos: Els valors clàssics, des del punt de vista del cristianisme, d'enorme influència en aquest període (tenint en compte que el Renaixement sorgeix a Itàlia, on la presència de l'Església Catòlica va ser decisiva per a l'Art), eren considerats pagans i de caràcter pecaminós. Per superar aquesta censura de l'Església Catòlica, es va integrar la visió del món cristià. Aquesta va ser una altra de les innovacions del moviment.
- Influència de la natura: La natura era vista com la creació suprema de l'obra de Déu i l'element més pròxim a la perfecció (un altre dels ideals que calia buscar a través de l'estètica clàssica). Així, es passa de la recerca de la inspiració en la natura, a la inspiració en les formes de la mateixa naturalesa, tal com proposen els clàssics, convertint-se això en un valor autònom.
- Antropocentrisme i humanisme: A més de la natura com a creació perfecta, es torna la mirada a l'èsser humà: es deixa enrere el teocentrisme medieval per entrar en l'antropocentrisme. L'home s'analitza, en comptes de com ser creat a imatge i a semblança de Déu, com a mesura i referència de l'Univers. Així, serà l'objecte central de la manifestació artística, amb una importància encara major que durant l'antiguitat clàssica. L'humanisme, com corrent filosòfic, es va manifestar com un sentiment compromès amb la representació de l'home en l'Univers, que així reafirmava la seva presència. Propugnava la filosofia humanista l'estudi de la natura com a instrument per arribar al coneixement, més de l'Univers en conjunt, que de les coses singulars.

### La importància de la perspectiva

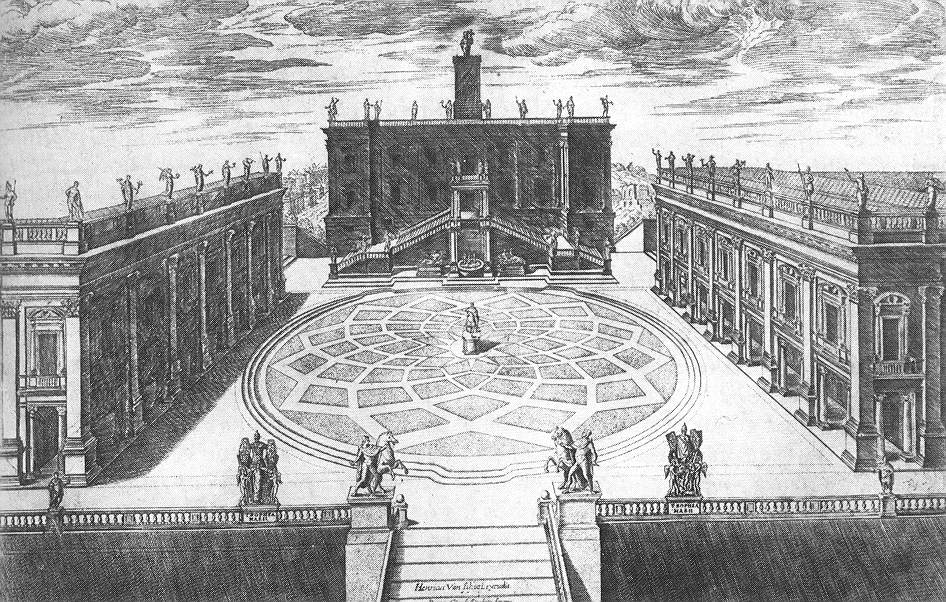
Plaça dei Capitoli, a Roma, dissenyada per Miquel Àngel, exemple d'espai perspectiu.

Una dada important en el definició d'espacialitat del Renaixement és la incorporació de la perspectiva com a instrument del projecte arquitectònic i la noció de disseny com a forma de coneixement.
La principal ruptura amb l'espai medieval es produeix en el moment en què els arquitectes del Renaixement passen a dissenyar als seus edificis un desenvolupament en el qual les regles del disseny són fàcilment assimilables pels seus usuaris. A partir d'una anàlisi objectiva de l'espai, presidit per un cert sentit empíric, arriben a conclusions que imposaran el mateix ritme de l'edifici i el seu entorn.
El domini del llenguatge clàssic, per fer arribar aquests efectes útils als edificis, fa possible l'estudi de la perspectiva. Com a resultat, sorgeix una arquitectura inserida en un espai perspectiu.
Aquestes noves relacions espacials són especialment evidents comparades amb l'espai present en les catedrals gòtiques. La intenció arquitectònica hi és que l'observador, des del moment en què entra a l'edifici, sigui dominat per l'espai i instintivament alci la mirada cap al cim i es procura així un moviment ascendent a la recerca de la figura de Déu. En altres paraules, tota monumentalitat d'aquest espai gòtic té una funció, entre d'altres, que és tenir la voluntat de l'individu i determinar els seus desigs, la funció de la seva estada i l'ús de l'edifici. A l'espai renaixentista, la intenció és justament la contrària: l'edifici no domina l'individu, sinó que aquest reflexiona sobre l'espai i la manega. Es trasllada el concepte d'una arquitectura a la mesura de Déu a la d'una a la mesura de l'home.

### La tratadística renaixentista

#### Inspiració vitruviana

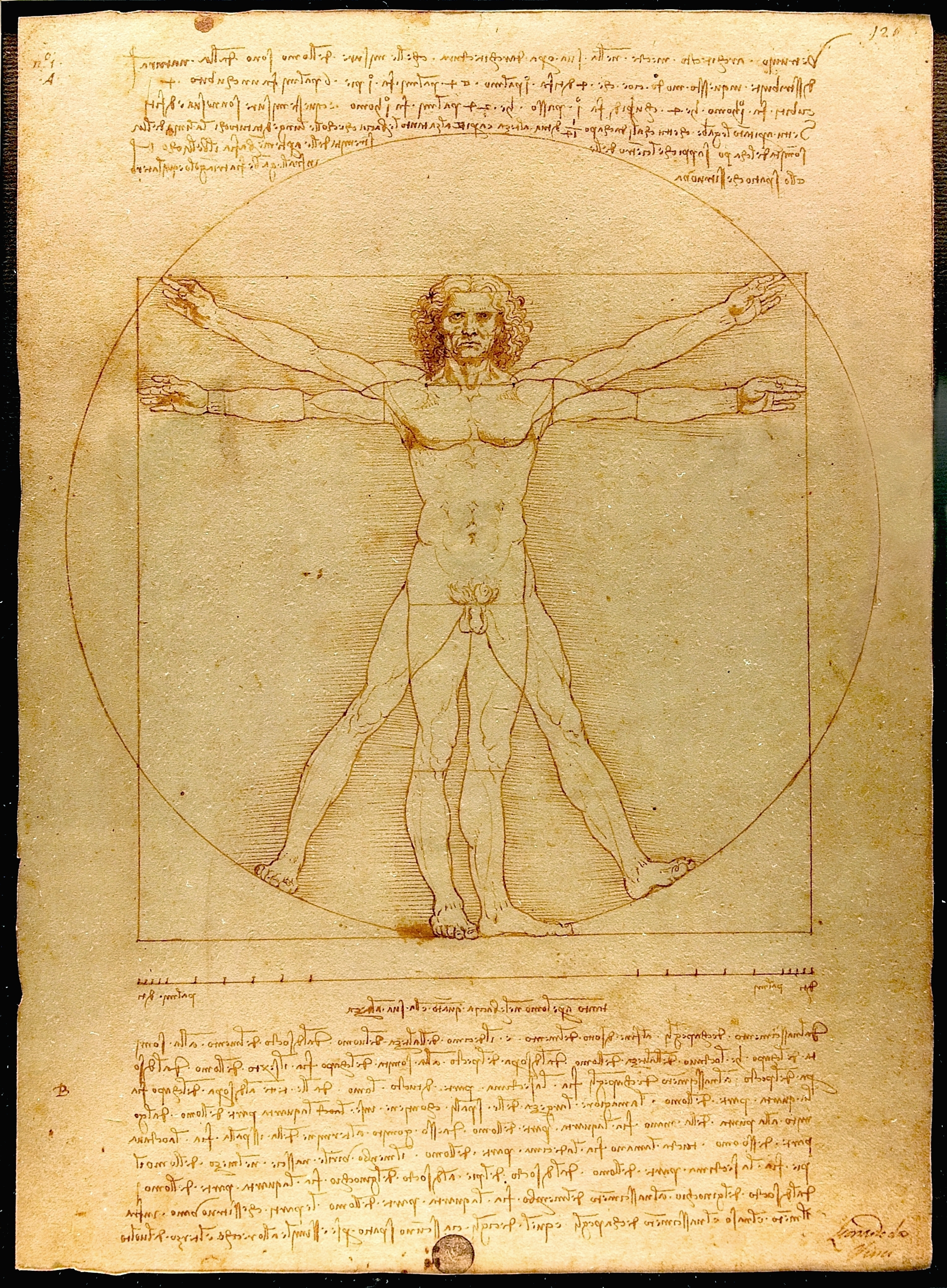
Leonardo da Vinci va ser un dels artistes que es van inspirar en Vitruvi. Aquest disseny lHome de Vitruvi és la interpretació de Leonardo per a les regles de proporció definides per Vitruvi en els seus Deu llibres d'arquitectura.

La recuperació de l'ideari de l'arquitectura clàssica, introduïda per la cultura del Renaixement, necessàriament va haver de transcendir de la mera observació de la realitat. L'arquitectura produïda pels artistes renaixentistes, humanistes en general, procuraven mantenir una imatge erudita i literària, més enllà de la mera reproducció de les ruïnes grecoromanes. Els arquitectes creaven sempre a la recerca d'un model ideal, en detriment dels models existents (amb gran nombre de ruïnes en especial a Itàlia). Aquests models ideals o idealitzats van ser sistematitzats i plasmats de forma teòrica, en el que donarà origen als tractats d'arquitectura clàssica de l'època.
Sens dubte, per a la creació del model teòric, l'observació de les ruïnes va ser la inspiració predominant dels primers arquitectes renaixentistes italians, però a mesura que el Renaixement evolucionava, els estudiosos, passaran, sistemàticament, d'oferir o recuperar els cànons i obres tècniques del classicisme a redactar els seus propis tractats de l'estil, que encara que basats en el classicisme, arriben a ser efectivament anticlàssics.
És destacable per a la formació de la tratadística renaixentista la preservació dels deu llibres D'Architectura Marc Vitruvi, del segle i aC, bàsics per a la difusió de les idees de cànon i ordre. Aquest va ser l'únic tractat del període clàssic que va sobreviure després de la caiguda de Roma, durant l'edat mitjana, havent estat copiat i conservat, de forma fragmentària en general, a les biblioteques dels monestirs. Per això, a mesura que els volums eren copiats i traduïts, els dissenys i dibuixos que componien els tractats es va perdre, motiu pel qual el contingut del tractat es va convertir amb el pas del temps en confús i a vegades, contradictori. Per aquest motiu, gran part de l'esforç dels tratadistes renaixentistes consistiria a recuperar el contingut perdut, arribant a aventurar per a la seva consumació patrons que de cap manera existien en el text original.
El tractat vitruvià, com a únic gran referent teòric de l'arquitectura clàssica, i malgrat la seva manca de contingut, va servir de base per a tots els principals estudis realitzats pel Renaixement. Per exemple, un treball nítidament derivat del vitruvià són els deu llibres de Leon Battista Alberti, coneguts com a De reaedificatoria.

#### Els tractats i la posició social de l'arquitecte

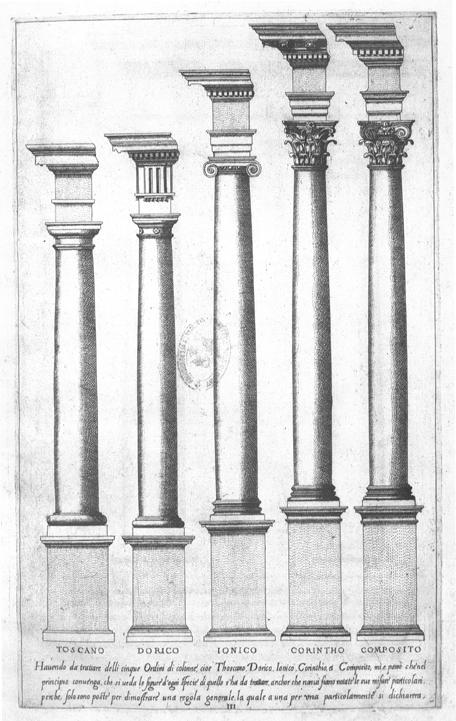
La recerca de l'ordenació clàssica en la tratadística del període. Aquesta imatge forma part d'un tractat de Vignola (Les regles dels cinc ordres de l'Arquitectura).

Al costat de la inspiració vitruviana, un element que caracteritzarà els principals tractats renaixentistes (especialment aquells que van ser redactats en els primers moments del Renaixement) és el fet que els seus autors procuraven, de vegades amb una preocupació més gran que l'afany investigador, posicionar l'arquitecte com una figura típicament pertanyent a l'elit fonamental en qualsevol estructura social. Tal determinació quant a la professió no és, clarament un cas de simple «corporativisme» d'aquells tratadistes, sinó un fenomen que està absolutament lligat a l'ascensió social que l'artesà convertit a artista sofreix (vegeu a les pròximes seccions per a una anàlisi més profunda d'aquesta situació). En aquest sentit, els tractats serveixen de manera efectiva com a mitjans de propaganda del nou professional, en oposició a la visió tradicional (que associava inexorablement l'arquitecte a les activitats manuals i per tant, populars i antiintel·lectuals). La constatació d'aquesta modificació en la categoria dels arquitectes com a artistes nobles i intel·lectuals, diferent dels «mers artesans d'origen popular» també s'evidencia quan es verifica per a qui estaven escrits aquests tractats: en general, eren dedicats a la noblesa (o un noble en particular), tenien un estil refinat i abordaven qüestions directament d'interès públic dels prínceps que componia l'estructura política italiana.
Malgrat que l'arquitectura romana també es va preocupar d'aquesta qüestió (El tractat vitruvià fa ressaltar aquesta dada, vist que estava concebut com una carta dirigida a l'emperador), la manifestació d'aquest desig d'afirmació social per part dels arquitectes renaixentistes és un element nou d'aquest període quan es compara amb la forma de producció artística medieval. Aquesta es caracteritzava per la creació col·lectiva (i anònima, per excel·lència) i dominada per la cultura del saber fazer. Els tractats formalitzen el desig de l'home renaixentista de manifestar-se com individu.
Tota aquesta teoria es fixa clarament a l'obra ja citada albertiana De reaedificatoria. En ella Alberti expressa aquesta nova visió de l'arquitecte quan declara categòricament que "l'arquitecte és el braç del príncep". Reprèn la interpretació vitruviana de l'arquitectura i afirma que aquesta no es limita a la mera construcció, perquè la verdadera arquitectura està dotada de virtut, concepte clàssic associat al domini dels homes. Si l'arquitectura és virtuosa, naturalment serveix com a peça del joc polític, ja que tal domini dels homes forma part de la formulació de la política clàssica (fundada en la idea de ciutat com a lloc de convivència i germinadora de la política). En conclusió, l'estudi rigorós que fan dels ordres arquitectònics clàssics està sempre, segons la seva concepció, lligat a aquesta característica virtuosa de l'arquitectura. L'estètica del Renaixement és, per tant, també un reflex d'un determinat pensament polític.

## Història de l'Arquitectura renaixentista

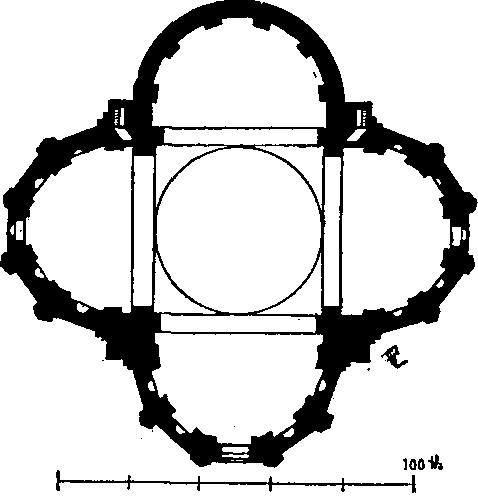
Típica església de planta central, tipologia estesa en el Renaixement.

L'arquitectura renaixentista es desenvolupa a partir del segle xv principalment a Itàlia. És comú atribuir el lloc de gènesi a la ciutat italiana de Florència, ciutat on el gòtic tot just havia penetrat, en el moment de la construcció de la cúpula de la Catedral de Santa Maria dei Fiori projectada per Filippo Brunelleschi. Tal episodi no només és un mer canvi en el perfil estilístic que predominava a l'escenari arquitectònic florentí, sinó la demostració clara de la ruptura que vindria posteriorment en la mateixa forma de produir l'arquitectura, obrint camí per a, no solament redescobrir el classicisme, sinó també per a la promoció de la tratadística i per a una teorització inèdita sobre el tema. Són molts els estudiosos que afirmen que Brunelleschi va construir, de fet, no només una cúpula, sinó el concepte d'un nou tipus d'arquitecte: altera les regles de la construcció civil iniciant un procés que, gradualment, separarà el projectista del constructor.
Un fet a destacar a la producció de Brunelleschi és que es manifesta més importància en el camp de la construcció que en el de l'estil. S'assimila això quan s'observa l'obra en el seu conjunt, apercebent-se que, malgrat voler seguir la canonització clàssica, es produeix un edifici que no és completament compromès amb les esmentades regles clàssiques. Això és causat per la manca de l'arquitecte de coneixement profund de les normes clàssiques, al qual accedia més per l'observació de les ruïnes romanes existents que per l'estudi dels tractats.
Així mateix, Brunelleschi inicia una tradició que se separa l'arquitecte dels antics gremis medievals i la professionalització del que és cada vegada més patent a l'època, afirmant-se com intel·lectuals allunyats de la construcció pròpiament dita. Molts crítics que analitzen el fenomen des d'una òptica marxista identifiquen aquí el moment en el qual la incipient burgesia pren de les classes populars el domini dels mitjans de producció (deixant aquestes de poder construir i passant a poder dissenyar), possibilitant així un procés d'explotació del proletariat pel capital, que s'empitjorarà durant la Revolució Industrial.

### Moment inicial: La cúpula de Santa Maria dei Fiori

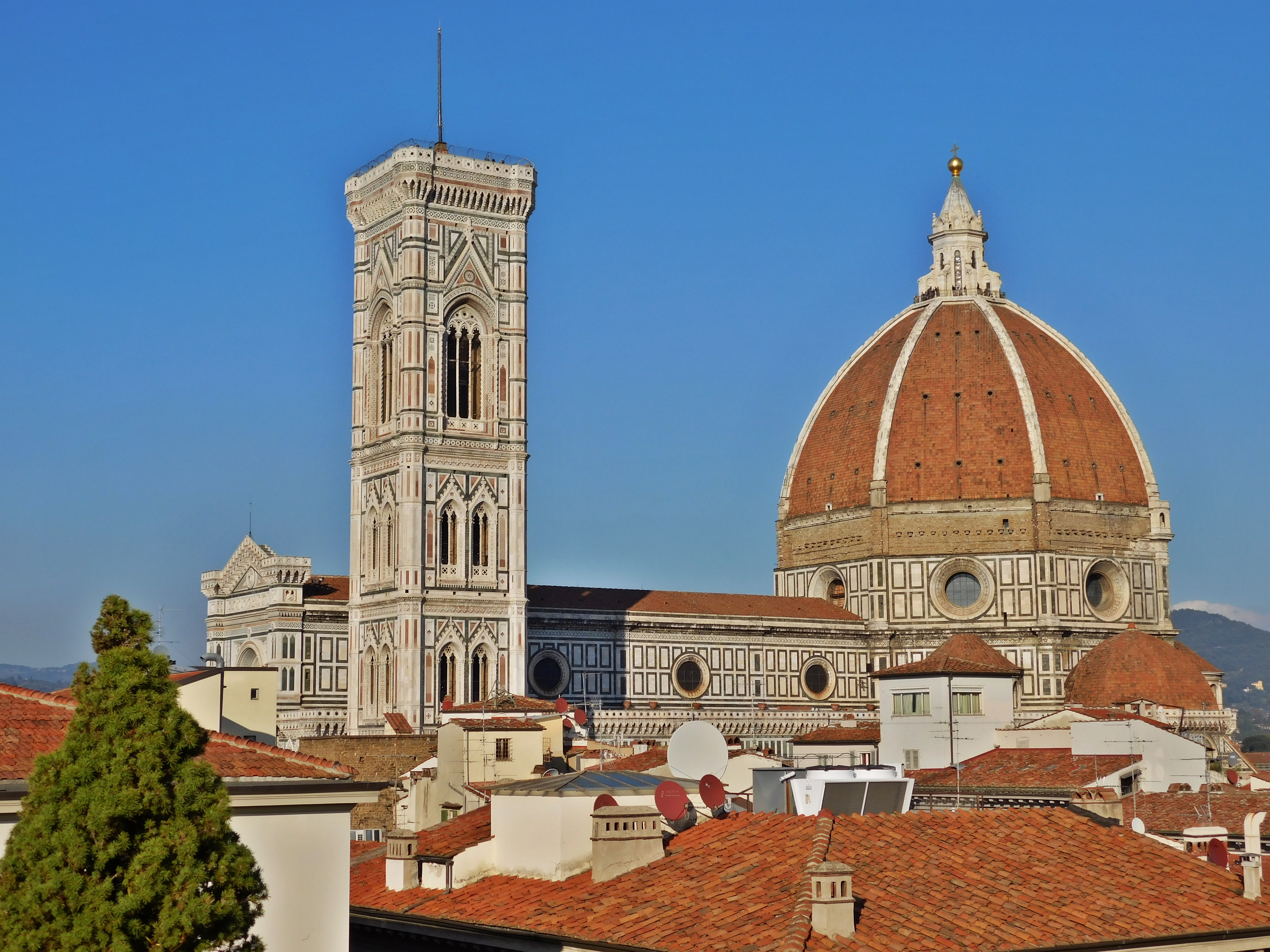
Comença el Renaixement en l'Arquitectura: cúpula del Duomo de Santa Maria dei Fiori.

La catedral de Santa Maria dei Fiori va ser inicialment executada en estil tardoromànic, però l'obra va durar diverses generacions (va ser iniciada el 1296 i a la mort de Brunelleschi, el 1446, encara no s'havia conclòs). No va ser un edifici projectat: el disseny i la construcció es van armar de forma paral·lela. Encara que existia un plànol general per a la forma i distribució interna, els detalls constructius, segons era corrent a la pràctica edificativa medieval, es resolien a mesura que avançava la construcció, a la pròpia obra. Per tant, malgrat que la necessitat de construir-ne una gran cúpula sobre un determinat punt de l'església preexistia, la forma de la mateixa no havia estat decidida per endavant. Quan va arribar el moment d'erigir-la, els artesans florentins es van trobar amb un ventall de 40 metres, impossible de cobrir amb les tècniques constructives tradicionals.
La solució trobada el 1418, quan la República de Florència ja mostrava clares intencions de manifestar el seu poder econòmic en l'arquitectura de la ciutat –de manera que la catedral va ser, per tant, gairebé en una targeta de visita–, va ser promoure una espècie de concurs d'idees per a la conclusió del temple, que comportava, és clar, la solució al problema de la cúpula. Filippo Brunelleschi, que aleshores era un artesà relativament reconegut, va acceptar el desafiament. Va decidir, per a això, viatjar a Roma a la recerca d'inspiració. Roma, en aquell període, era el lloc del món en el qual les ruïnes de l'antiguitat clàssica eren més visibles, gairebé integrat al paisatge. La principal font d'inspiració per a Brunelleschi va ser el Panteó d'Agripa: una estructura amb un diàmetre similar al de Santa Maria dei Fiori, rematat amb una cúpula en arc ple. Brunelleschi no solament va observar la solució constructiva utilitzada al Panteó, sinó que va començar a estudiar les relacions estilístiques, proporcionals i formals entre els diferents elements que componien aquest espai. I va ser efectivament aquesta actitud la que va fer que es gestés l'esperit del Renaixement: un individu observa una determinada realitat a través del desig i de la intenció amb què interfereix en aquella realitat antiga per buscar solucions útils aplicables a la realitat moderna. Brunelleschi no tenia plena consciència de la teoria clàssica, però va reconèixer un model estilístic que va fer servir per construir i idear la seva pròpia arquitectura.
Quan va tornar a Florència, ple d'aquesta experiència amb el món clàssic, Brunelleschi va proposar una solució per a la catedral florentina: una gran cúpula de 42 metres rematada per una llanterna, basant-se en les seves indagacions a Roma. Però no es va limitar a reproduir el model romà, sinó que va proposar una forma totalment innovadora: la cúpula seria la primera amb tambor octogonal de la història de l'arquitectura. Aquesta cúpula té una funció estètica (bella però austera, sense donar sensació de pesadesa), però també una funció ideològica: representa la unitat cristiana. Per a construir-la, Brunelleschi va utilitzar un joc de doble cúpula, una interna i una altra externa.

### El Quattrocento: El domini del llenguatge clàssic

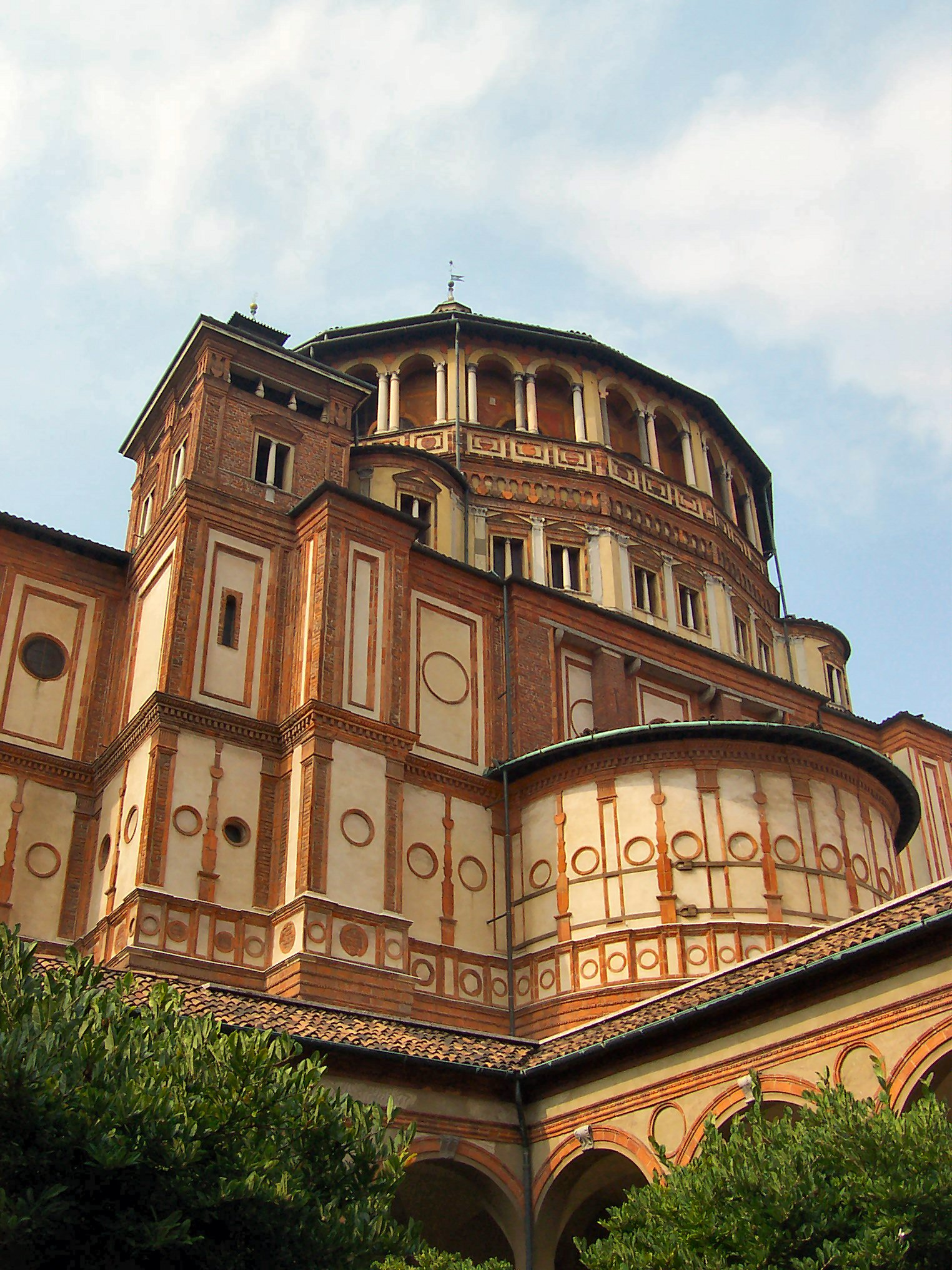
Tribuna del Convent de Santa Maria della Grazie a Milà, obra de Donato Bramante.

Brunelleschi, per tant, quedarà en la Història de l'Art com el responsable d'haver traçat el camí que pràcticament tots els arquitectes del Renaixement seguiran per realitzar les seves obres. Com s'ha dit abans, tanmateix, l'arquitecte florentí no tenia ple coneixement dels diferents ordres sistematitzats en el llenguatge clàssic, la qual cosa es posa en evidència quan acaba creant un llenguatge arquitectònic propi, en el qual els elements clàssics apareixen però no responen a l'estil antic.
Els arquitectes que van seguir aquest mètode traçat per Brunelleschi van ser tanmateix responsables de la plena recuperació del llenguatge clàssic. El domini del classicisme es va aconseguir de fet al llarg del segle xiv (encara que la sistematització definitiva no va arribar fins a la publicació del tractat de Sebastiano Serlio el segle següent) i va trobar en Donato Bramante la seva figura més paradigmàtica. Per aquella època (especialment després que Alberti exposés la seva teoria de l'arquitectura al seu tractat De reaedificatoria) ja es coneixien de manera més fefaent les formes constitutives de les arquitectures grega i romana com a possibilitats de composició, i tant les seves solucions concretes com la síntesi espacial pròpia de l'arquitectura clàssica eren, en general, conegudes. Així, els arquitectes renaixentistes tenian a llur disposició tot el potencial creatiu que oferien el llenguatge i la tècnica clàssiques i l'esperit d'aquesta època. El llenguatge arquitectònic del Renaixement no va copiar els clàssics se'n va inspirar i els va superar.

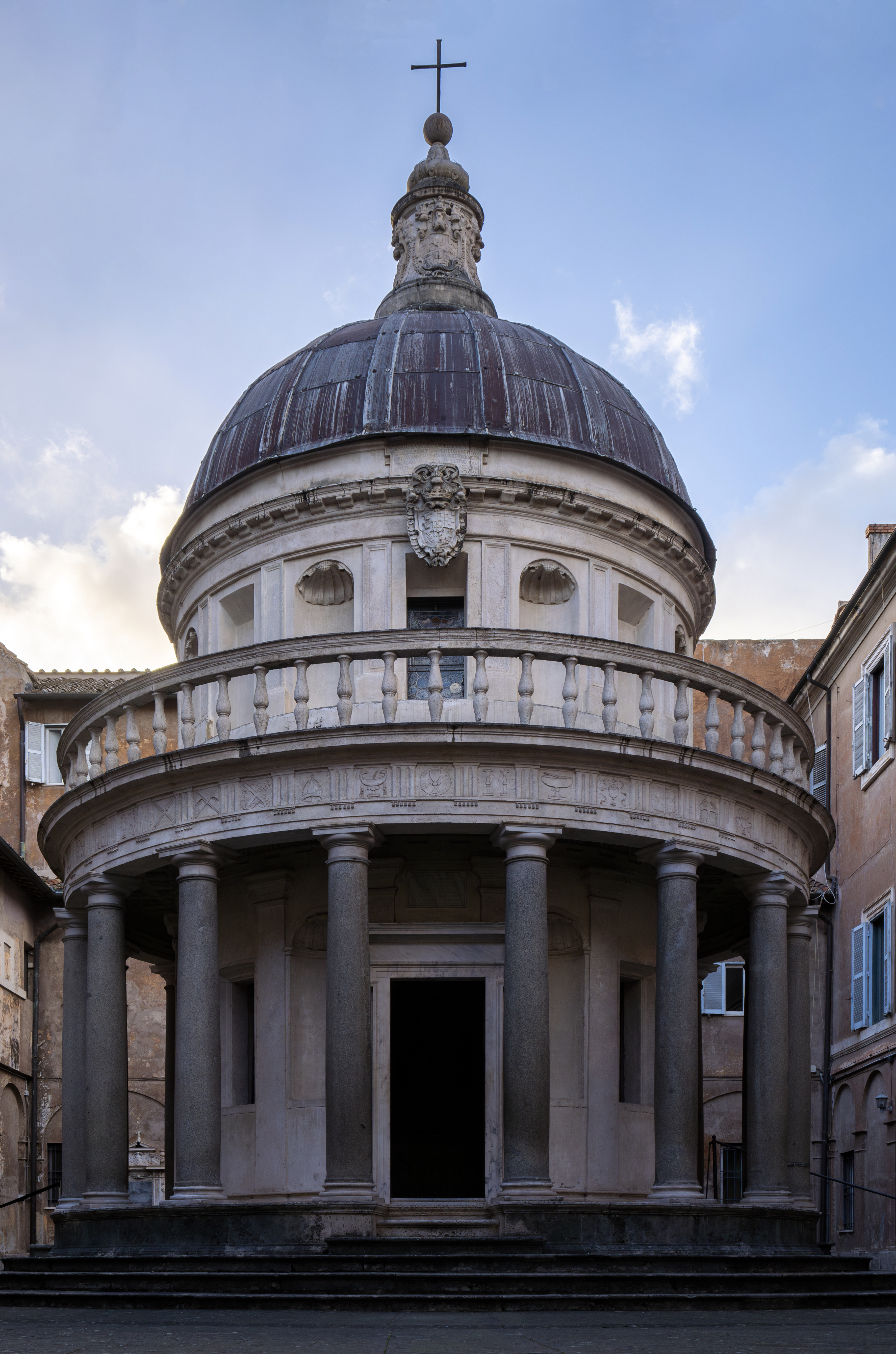
El Tempietto o Templet de San Pietro in Montorio de Bramante, església de planta central paradigmàtica del Renaixement.

És justament a l'obra de Bramante on aquest esperit es concreta d'una forma més íntegra, la qual cosa que en fa la figura més important del Quattrocento en la història de l'arquitectura. Bramante va reeixir demostrar, a través dels seus projectes en palaus o esglésies, que no solament coneixia les possibilitats del llenguatge clàssic, sinó que també entenia les característiques i l'ambient de la seva època, ja que va ser capaç d'aplicar el coneixement antic a una forma nova, inèdita, excel·lent i, sobretot, clàssica. El Tempietto o Templet de San Pietro in Montorio, a Roma, dissenyat per Bramante, és pràcticament una relectura (encara que no una còpia) dels temples de planta central, circulars, típics d'un cert període de l'arquitectura romana (per exemple, el Temple de Vesta, a la mateixa ciutat de Roma). Més tard, l'arquitecte anglès Christopher Wren faria al seu torn una relectura de l'obra de Bramante i proposaria una nova forma a la seva obra, sense copiar-lo del tot: el procés de creació renaixentista que va de l'estètica dels edificis al pensament arquitectònic, com es veu, es va reproduir igualment en èpoques posteriors per fer néixer nous estils.
Bramante també va popularitzar una forma profundament clàssica que va ser desenvolupada i va explorar posteriorment. Està inspirada en els arc de triomf romans i van ser brillant per les seves característiques compositives aplicades als projectes de palaus i viles. (Els palaus i viles van ser les peces clau d'expansió del Renaixement en l'arquitectura civil).

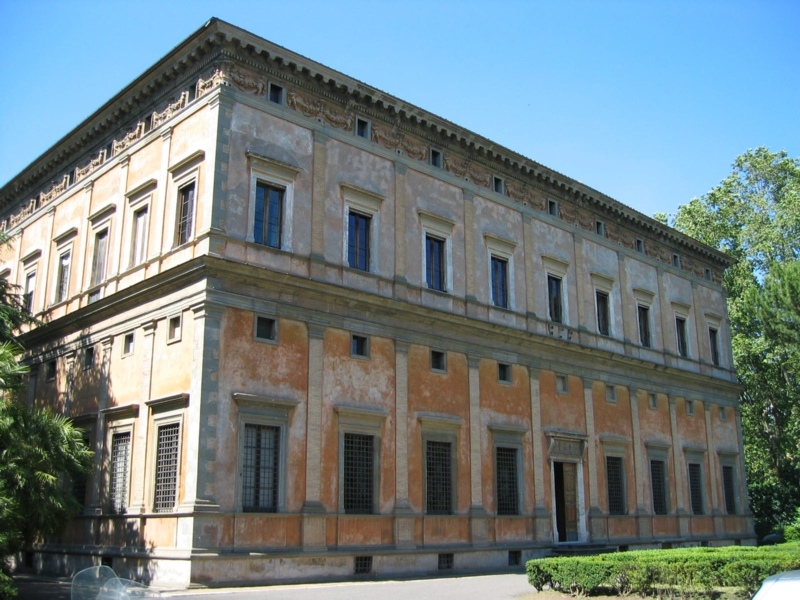
Arquitectura civil: la vila renaixentista.

 La principal imatge d'aquest estil bramantí es troba en els tríades d'obertures adornats amb arcs, dos dels quals estan a la mateixa alçària i amb el central major, el denominat sistema d'ordre més arc, basat en la combinació de l'ordre arquitectònic clàssic i l'arc de mig punt. Davant el problema, llavors, de connectar en una mateixa unitat dues entitats espacialment similars però de diferents dimensions, la solució va ser emprar dos sistemes d'ordre més arc de diferents dimensions seguint la norma que l'extradós de l'arc del sistema de menor dimensió fos tangent a la motllura inferior de l'entaulament de l'ordre major.
La superació dels clàssics, mantenint sempre la recerca del classicisme típica del període, es va donar especialment en la mesura que els arquitectes van proposar solucions espacials clàssiques per a projectes nous (com als grans palaus, diferents de les construccions romanes, o en les noves catedrales o basíliques). Elements com les voltes i les cúpules es van usar d'una forma nova, i es varen fer servir els ordes (jònic, corinti, etc.) característics de l'arquitectura de l'antiguitat.

### El Cinquecento: La superació del classicisme

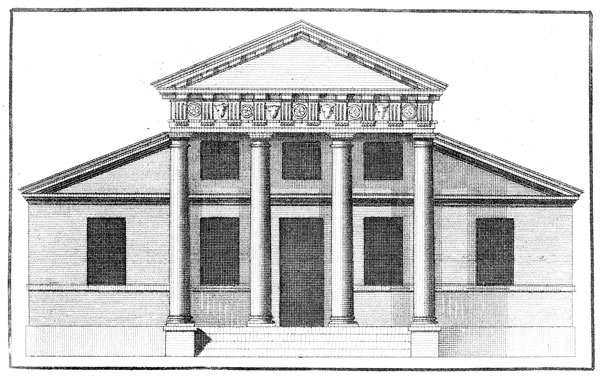
Típica estructura pal·ladiana.

A mesura que el domini del llenguatge clàssic evolucionava, va créixer en els arquitectes renaixentistes un cert sentit d'alliberament formal de les encotillades regles del classicisme, de manera que l'eventual desig de superació (que sempre va existir en mesura major o menor) va canviar en cas de ser un element fonamental a ser fruit de la nova producció d'aquests autors. Tal fenomen, considerat ja com un anunci del moviment estètic que, anys més tard, es concretaria en el Barroc, guanyaria força especialment en les primeres dècades del segle xvi (pràcticament després de més de 150 anys de producció arquitectònica purament "renaixentista"). El Cinquecento va ser un moment en què la intenció de sistematitzar el coneixement dels cànons clàssics estava plenament superada, a través dels tractats de Sebastiano Serlio o Jacopo Vignola. Així, els elements compositius del classicisme van deixar d'usar-se en edificis com a experimentació «a la recerca del clàssic», sinó partint d'aquest coneixement, «cercar d'innovar-la».
En un primer moment, es van seguir fidelment les regles clàssiques de composició, tot ampliant enormement l'àmbit d'aplicació. Les regles clàssiques es van aplicar en especial a les grans obres públiques, els grans palaus i temples religiosos (els edificis nobles, dignes de rebre l'estatus d'arquitectura segons el punt de vista clàssic). Per això, van aparèixer noves combinacions d'elements. Andrea Palladio va ser el principal exponent d'aquesta nova forma de treballar amb el llenguatge clàssic, com es fa patenti en els seus projectes de vil·les als voltants de les ciutats italianes. L'arquitectura de Palladio va ser de tal manera peculiar i destacada respecte a la dels seus antecessors que va crear un nou estil: el pal·ladianisme. L'esmentat estil es caracteritza per l'aplicació de la planta central en projectes residencials (com a les viles) i per un cert tipus d'ornamentació de caràcter sintètic (arquitectura de superfície denominada), entre altres fonaments. El mateix Palladio va ser autor d'un tractat bastant complet sobre arquitectura clàssica, en el qual va exposar la seva manera de pensar i perspectiva sobre aquesta qüestió.

### Manierisme: Els grans mestres i el final del Renaixement

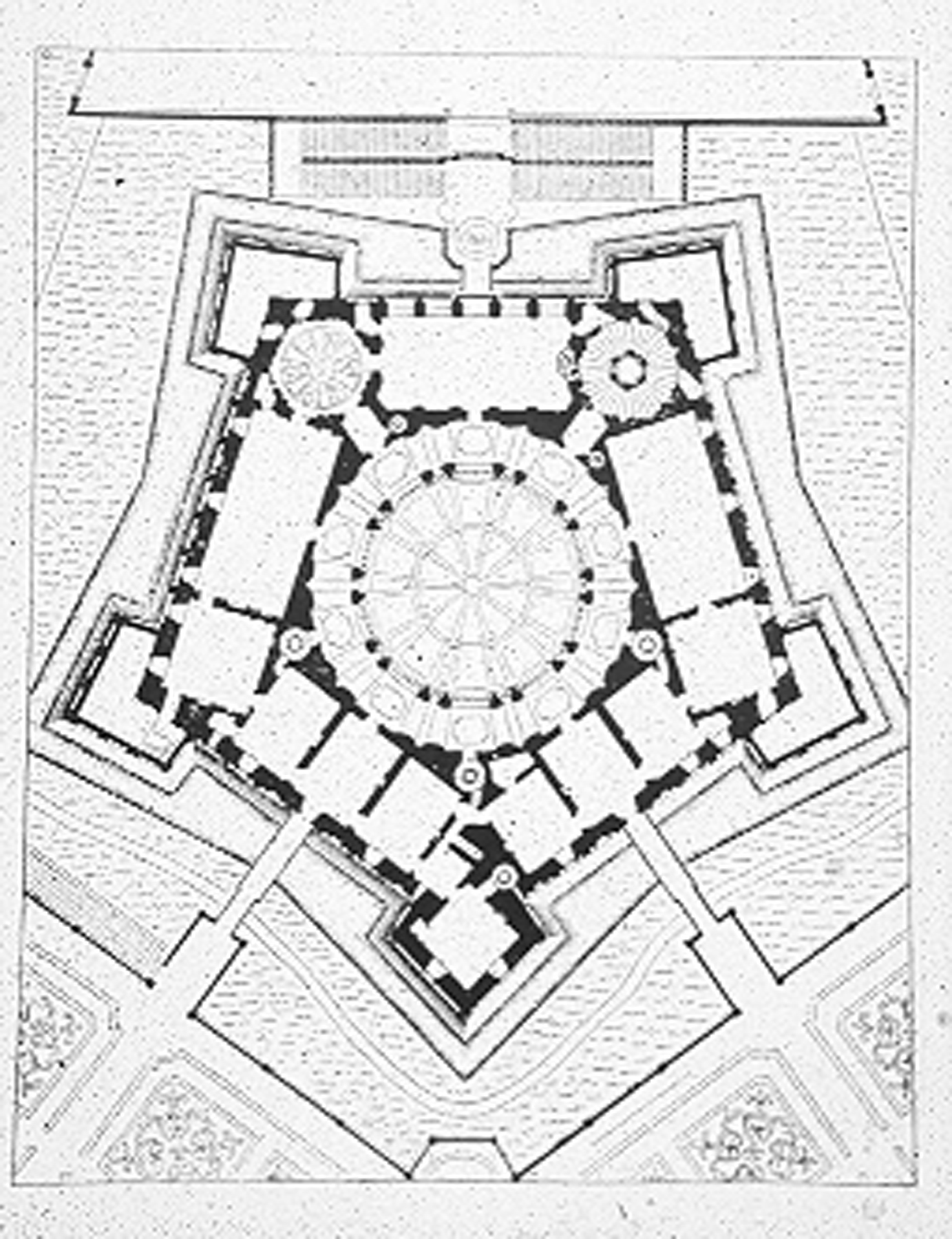
Gravat de la planta modificada per Vignola de Vila Farnese.

El Manierisme va ser el moviment artístic produït durant el Cinquecento i la formació del qual es dona en les primeres dècades del segle xvi i s'estén fins i tot començaments del segle xvii. Evidencia la intenció per part dels arquitectes, humanistes i artistes del període d'un art, que encara que en essència seguís al classicisme, posseïa, un contingut bastant anticlàssic. En el Manierisme per tant es desenvolupa la innovació constructiva confrontant-se amb l'arquitectura clàssica, ja plenament coneguda.
Una vegada gastat l'impuls de la tratadística, que dotava de certa homogeneïtat a l'arquitectura mitjançant la imposició d'unes determinades regles, va sorgir una nova generació d'arquitectes, fortament individualistes, que suposa de fet un pont entre el Renaixement i el Barroc. Els seus dos principals exponents són Miquel Àngel i Giulio Romano. A les seves obres, són constants les referències als elements compositius clàssics, però en forma "desconstruïda" i gairebé irònica. Converteixen a l'interior patrons decoratius de finestres que haurien d'estar col·locades en l'exterior, juguen amb els efectes de la il·lusió òptica proporcionats per la perspectiva, a través de volums dimensionats inusitadament, etc.
L'aprofundiment en els caràcters propis de les construccions manieristes va suposar el germen del naixement del Barroc, que si superficialment es considera com ruptura de l'ideal clàssic proposat pel Renaixement, realment va constituir la reacció a l'esgotament d'aquest, ja anunciat pel Manierisme.

## Difusió de l'arquitectura del Renaixement a Europa

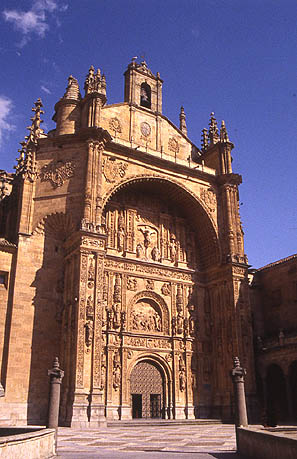
Façana del Convent de Sant Esteve (Salamanca).

El Renaixement va ser un moviment pràcticament restringit a l'univers cultural italià durant els seus dos primers segles d'evolució (entre els segles xiv al xvi, aproximadament), període durant el qual, en la resta d'Europa, sobrevivien estils arquitectònics, en general lligats en gòtic o en tardo-romànic. Finalment, en el seu moment de major apogeu, l'estètica clàssica renaixentista va començar a difondre's pels diversos països europeus des de seu Itàlia natal, a causa de diferents motius: guerres, annexions de territori italià, viatges dels artistes italians per Europa per ser contractats per les diverses corts, etc.
Independentment de les raons, és cert que la difusió es va donar amb més empenta, paradoxalment, per l'assimilació de certes idees anticlàssiques forjades en el Manierisme, estil puixant en aquell moment (començaments del segle xvi). La tratadística clàssica estava ja plenament desenvolupada, de manera que els arquitectes de fora d'Itàlia, en general, posseïen un bon domini de les regles compositives clàssiques i de seu teories, el que ja els permetia prendre certes llicències creatives. És necessari destacar que existeixen estudiosos que no consideren al Manierisme com un moviment lligat al Renaixement, sinó com un estil nou i radicalment oposat a aquest. D'aquesta forma, la producció manierista dels altres països europeus pot, eventualment, no ser considerada com una arquitectura genuïnament renaixentista. En cert sentit, és possible dir, segons aquest punt de vista, que en aquests països es va combinar una producció típicament medieval amb una arquitectura postrenaixentista (com a França).
Com les formes de difusió difereixen de país a país i encara que l'arquitectura produïda per aquells països sigui efectivament renaixentista, existeix un Renaixement diferent per a cada regió d'Europa, segons com va arribar la influència des d'Itàlia i el moment històric en què vivien. En general, sembla que el Renaixement va dotar d'elements nous a les arquitectures medievals nacionals, sent, en molts casos, difícil establir diferències entre arquitectura gòtica tardana i arquitectura renaixentista, a causa que es va construir basant-se en la combinació d'ambdues estètiques.

### Arquitectura renaixentista a França

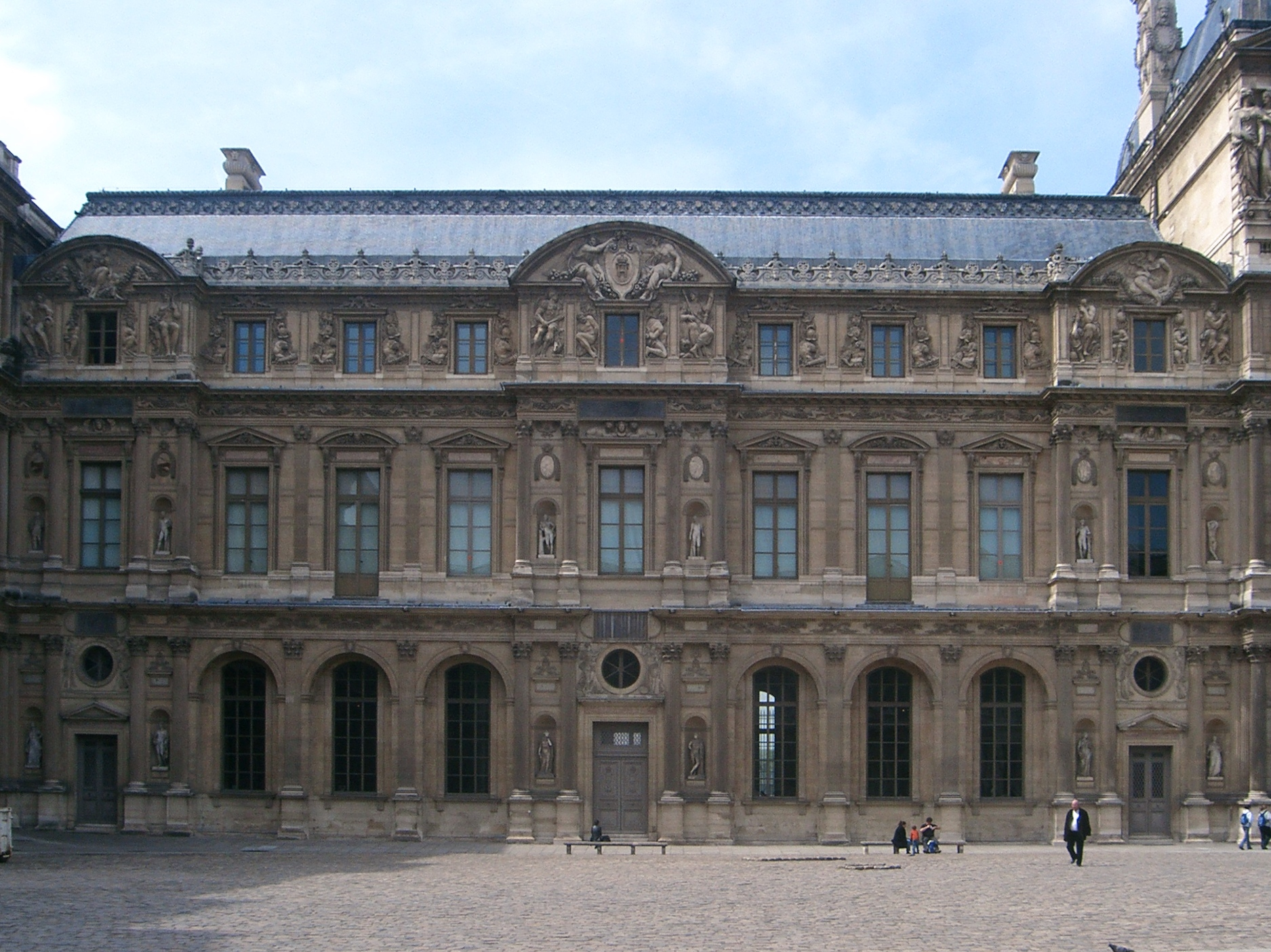
Façana del Palau del Louvre a París, obra de Pierre Lescot.

França va ser el primer país a acollir amb entusiasme l'estil renaixentista. El Renaixement va arribar a finals del segle xv, quan Carles VIII va tornar en 1496 amb alguns artistes italians després de la conquesta de Nàpols. És destacable l'ús de l'esmentat estil als castells del Vall del Loira, la primera construcció dels quals va ser el Castell d'Amboise (c. 1405), on Leonardo da Vinci va passar els seus últims anys. L'estil va començar a ser predominant durant el regnat de Francesc I (1515-1547). El Castell de Chambord (1519-1536) és una combinació d'estructura gòtica i ornamentació italianitzant, un estil que van desenvolupar arquitectes com Sebastiano Serlio, que també va treballar després de 1540 al Castell de Fontainebleau. Allà, artistes italians com Rosso Fiorentino, Francesco Primaticcio, i Niccolò dell'Abbate van formar la primera Escola de Fontainebleau. Altres arquitectes, com Philibert Delorme, Androuet du Cerceau, Jacopo Vignola o Pierre Lescot, també es van inspirar en les noves idees. Un altre exemple és la façana interior sud-oest del Palau del Louvre a París, que va ser dissenyada per Lescot i coberta per relleus de Jean Goujon. L'arquitectura renaixentista encara va continuar creixent amb força sota els regnats d'Enric II i Enric III.

### Arquitectura renaixentista a Catalunya
Hi va haver una continuïtat pel que fa a les solucions gòtiques, en la majoria dels paràmetres constructius i formals d'una fàbrica, quasi fins al darrer terç del cinc-cents. En les noves esglésies, no es va alterar un element tan definitori com la tipologia de la planta. El model s'havia definit molt temps enrere i consistia en un espai de nau única amb capelles allotjades entre els contraforts i capçalera poligonal. En canvi, l'ornamentació dels edificis va experimentar canvis a la romana immediats i relativament ràpids, bé que al principi van sovintejar les hibridacions, fins i tot molt feixugues, com al portal de Sant Miquel de Barcelona (1516). En arquitectura civil barcelonina, com a exemples primerencs, destaquen el Palau Centelles, la Casa Gralla (c. 1505-35) i el Pati dels Tarongers del Palau de la Generalitat (1526-60), i entre els més tardans, s'ha de mencionar la llotja del pati de la Casa de la Ciutat (1577).
L'organització general dels alçats i la composició unitària dels paraments, incloses les façanes, van experimentar una evolució gradual. Es va passar de les fórmules simples i reductives inicials a visualitzar, cap a mitjan segle xvi, les articulacions tant verticals com horitzontals de la nau, primer amb motlluratges hibridats i, després, amb l'adopció més o menys completa i exacta del sistema morfològic romà de pilastres adossades i entaulament. L'arquitectura civil també va adoptar aquest model. Són exemples d'aquesta ‘romanització' el Palau del Lloctinent de Barcelona (1549-57), la Llotja del Trentenari de la Casa de la Ciutat de Barcelona (1559) o els Reials Col·legis de Tortosa (c. 1554-1564). Pel que fa a les tècniques constructives, cada vegada s'utilitzaven més els arcs de mig punt. No obstant això, també hi havia una certa resistència a substituir la vetusta fórmula dels trams de volta de creueria gòtica –d'eficàcia àmpliament consolidada per una pràctica secular– per les voltes ‘romanes' de canó de mig punt compassades per arcs faixons i llunetes, que no van començar a aparèixer fins als últims decennis del segle xvi.
Entre les esglésies de nova planta que il·lustren la continuïtat substancial dels models gòtics, tant en la planimetria com en la composició dels alçats, com en el disseny de les voltes, com en l'ornamentació i la morfologia dels motlluratges, destaquen Sant Pere de Reus (1512), Sant Joan de Valls (1569) o Sant Esperit de Terrassa (1574). Amb tot, la segona meitat del segle van començar a proliferar els edificis que resolien els alçats amb morfologies hibridades i que van incorporar decididament, malgrat que a vegades de manera incompleta, els models renaixentistes. Montserrat (1560-92) és un bon exemple de la dissolució ja irreversible dels procediments formals de la tradició gòtica. No obstant això, la nau es va cobrir encara amb trams de volta de creueria, quasi tots els arcs tenen un perfil de mig punt i tots els alçats es van organitzar d'acord amb un sistema morfològic i articulatori clàssic, renaixentista. Altres fàbriques de dimensions importants bastides en el terç final de la centúria van seguir la mateixa estratègia i van combinar la coberta de creueria gòtica amb una articulació general dels alçats de disseny clarament romà. En són exemples l'Assumpta d'Alcover (1578), Santa Eulàlia d'Esparreguera (1587), Sant Jaume de Riudoms (1588), Santa Maria d'Igualada (1602) o Sant Jaume de Calaf (1604).

### Arquitectura renaixentista a Espanya

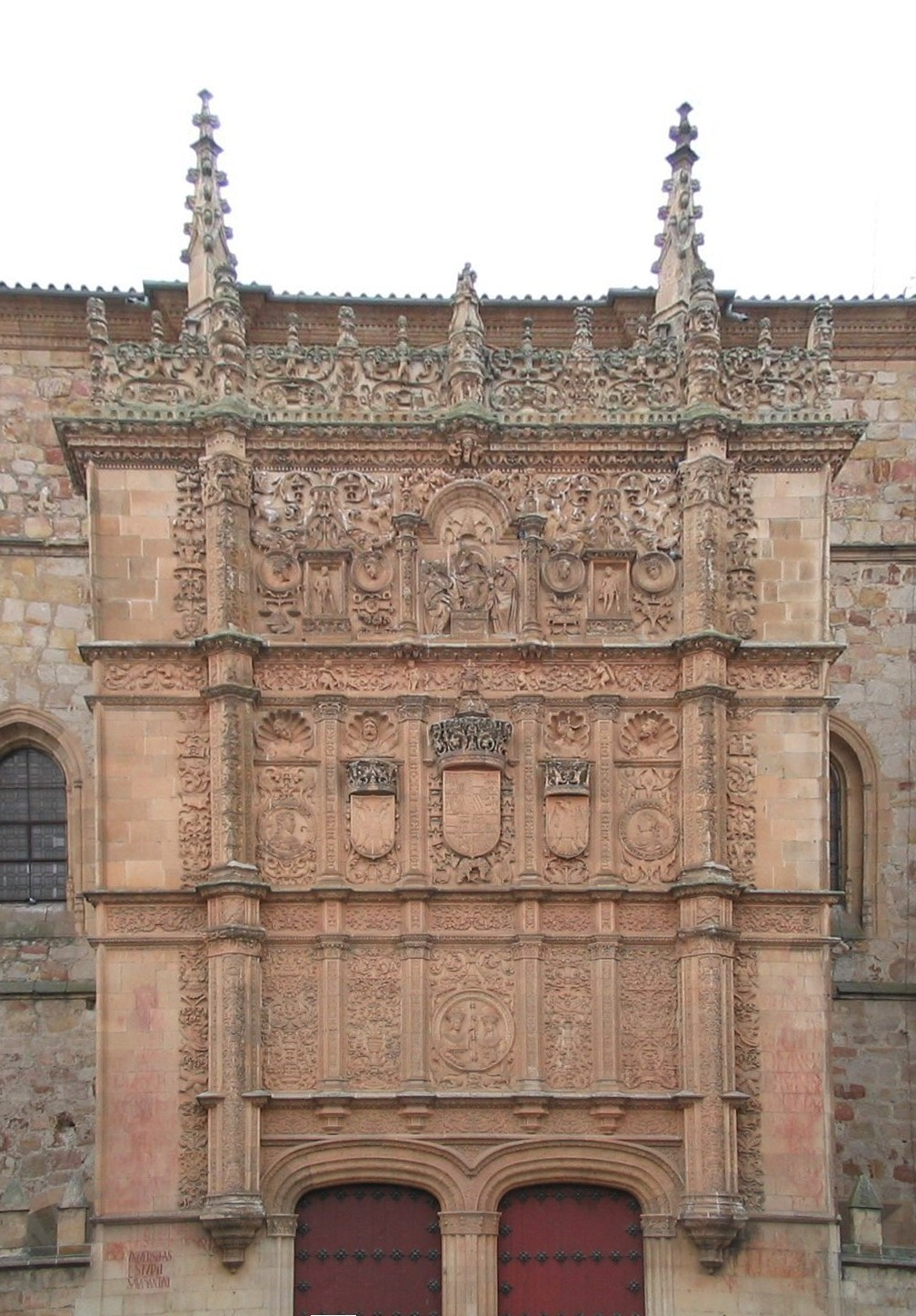
Façana de la Universitat de Salamanca.

#### 1a etapa: Estil plateresc
A Espanya, el Renaixement va començar a inserir-se en les formes gòtiques en les últimes dècades del segle xv. El desenvolupament del Renaixement es va produir principalment per arquitectes locals. D'aquesta manera, es va crear un corrent purament espanyola de l'estil, que es va veure influïda per l'arquitectura del sud d'Itàlia (dominis de la Corona d'Aragó en aquella època). Aquest estil espanyol anomenada plateresc, combinava les noves idees italianes amb la tradició gòtica espanyola, així com la idiosincràsia local. El nom prové de les extremadament decorades façanes d'aquests edificis, que s'assimilaven a l'intricat i detallista treball dels argenters.

#### 2a etapa: Purisme
Amb el pas de les dècades, la influència del Gòtic va desaparéixer i es va assolir un estil més depurat i ortodox, des del punt de vista del Renaixement. El purisme es caracteritza per una major austeritat decorativa, que es limita a alguns elements concrets, generalment d'inspiració clàssica. Hi ha un cert cansament de l'exuberància decorativa a mitjan segle xvi i s'imposen els edificis d'aspecte més serè, harmònic i equilibrat. Alguns arquitectes aconsegueixen reciclar la seva producció tardo-gòtica per iniciar-se en aquest nou estil: tal és el cas, per exemple, d'Alonso de Covarrubias, Rodrigo Gil de Hontañón i Pedro de Ibarra. El centre de la producció renaixentista es va localitzar a Andalusia amb Diego de Siloé (façana de la Catedral de Granada); Pedro Machuca (Palau de Carles V a Granada), l'arquitecte més decididament clàssic; Andrés de Vandelvira (Catedral de Jaén i de Baeza) i Diego de Riaño (Ajuntament de Sevilla).

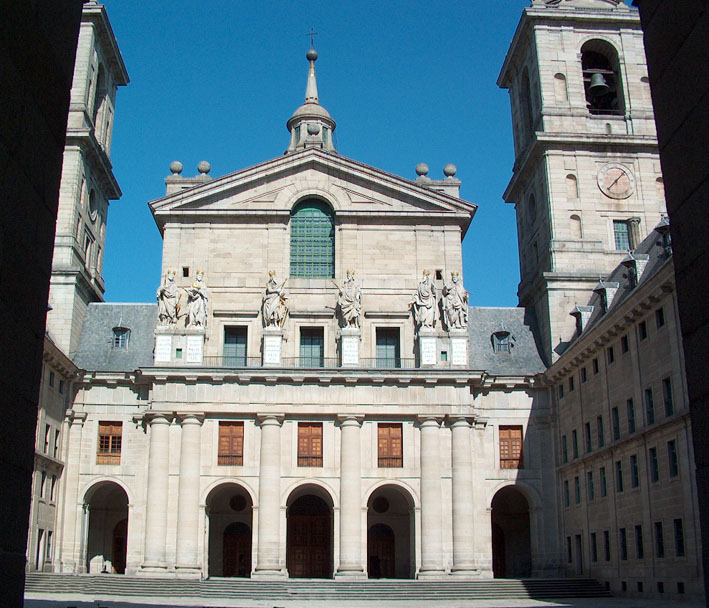
Pati dels Reis i façana de la Basílica del Monestir de l'Escorial, de Herrera.

#### 3a etapa: Estil herrerià
A mitjan segle xvi, la iniciació del Monestir de San Lorenzo de l'Escorial com a símbol del poder de Felip II d'Espanya per Juan Bautista de Toledo (mort en 1567) i Juan de Herrera va suposar l'aparició d'un nou estil, que es caracteritza pel predomini dels elements constructius, l'absència decorativa, les línies rectes i els volums cúbics. Significa a més la introducció dels manieristes postulats provinents d'Itàlia.
Aquest estil batejat posteriorment com estil herrerià, va dominar l'arquitectura espanyola durant gairebé un segle, i entre els seus seguidors es troben figures tan rellevants com Francisco de Mora, Juan Gómez de Mora o Juan Gómez de Trasmonte.

### Arquitectura renaixentista a Portugal
A Portugal, l'estil manuelí va unir els elements renaixentistes a les edificacions gòtiques, i és considerat per alguns historiadors com la contribució portuguesa al Renaixement, encara que la seva estètica és molt distant del classicisme (objectivament s'ha d'inserir en el tardo-gòtic). Exemples de l'arquitectura renaixentista portuguesa són la Catedral de Leiria i de Portalegre, el Col·legi jesuïta d'Évora i l'Església de San Roque de Lisboa.

### Arquitectura renaixentista a Europa oriental
La llunyania d'aquesta zona respecte a Itàlia va diluir la influència del Renaixement, però existeixen valuosos exemples d'edificacions que combinen elements renaixentistes amb la tradició arquitectònica local. A Hongria, ja abans de la segona meitat del segle xv es van construir cases d'estil italià. El rei hongarès Maties Corvino va contractar a constructors i escultors italians, un dels quals Aristóteles Fioravanti, va viatjar d'Hongria a Moscou per aixecar la Catedral de l'Assumpció al Kremlin. Sota el regnat de Lluís II d'Hongria i Bohèmia, es va construir la Capella Bakócz de la Catedral d'Esztergom, exemple de decoració renaixentista. Altres obres influïdes pel Renaixement a Europa oriental són el Castell de Wawel i la Capella de Segismund en Cracòvia, la ciutat polonesa de Zamość, el Palau Reial i les Esglésies de Sant Miquel i Sant Esteve de Vílnius, a Lituània, la localitat de Telč o el Castell de Český Krumlov a la República Txeca.

### Arquitectura renaixentista a Anglaterra

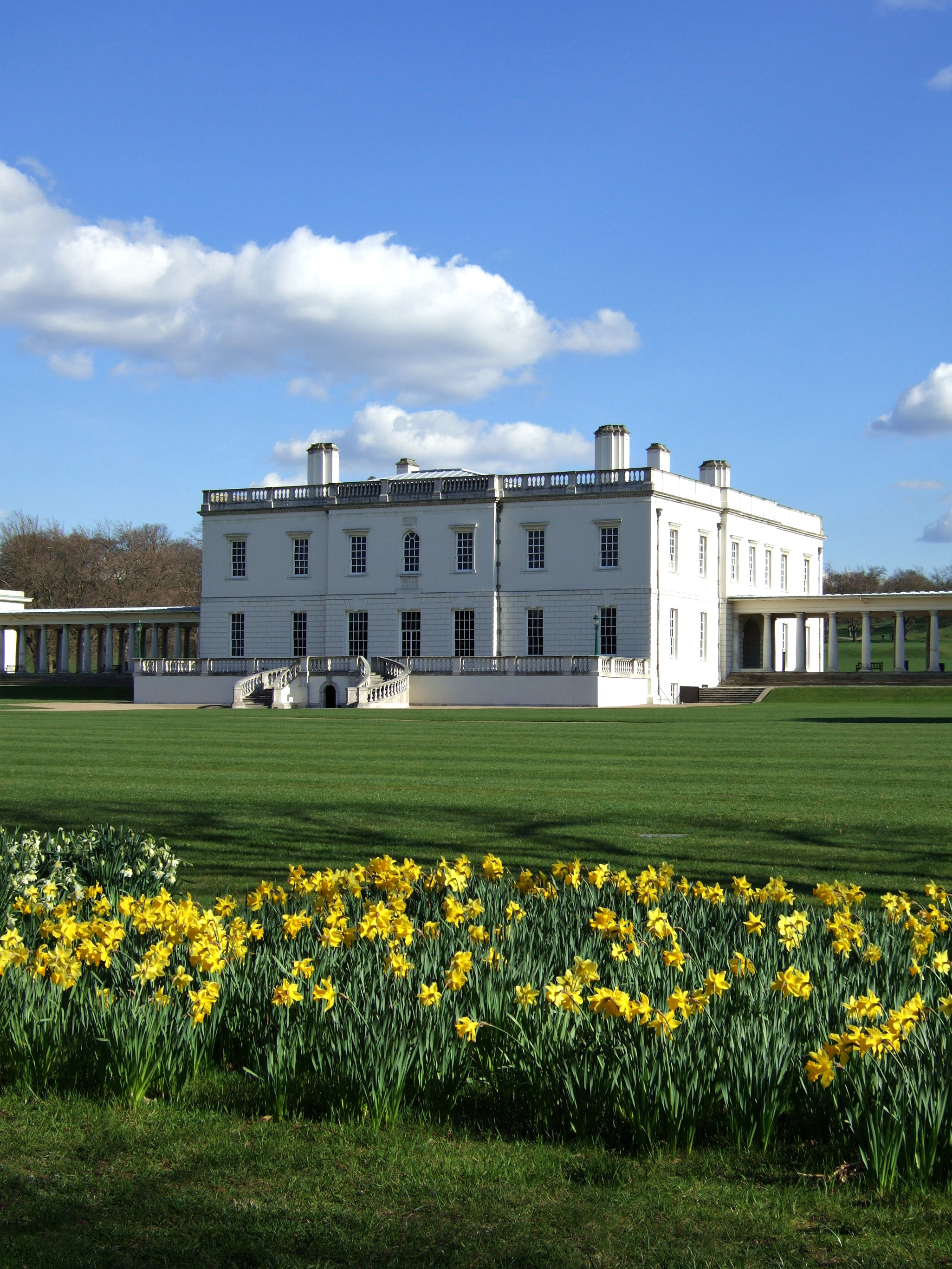
Queen's House, (1616) a Londres, primer exemple d'arquitectura renaixentista importada al Regne Unit.

A Anglaterra el primer exponent de l'Arquitectura renaixentista va ser Iñigo Jones (1573-1652), que havia estudiat en Itàlia, on la influència de Palladio estava molt estesa. Quan Jones va tornar al seu país, va començar a construir amb entusiasme basant-se en el nou moviment i va dissenyar edificis com la Queen's House de Greenwich (1616) i la Casa del Banquet del Palau de Whitehall (1619). Aquestes construccions de línies senzilles i simetria van ser revolucionàries en un país on encara es dissenyaven edificis amb finestres partides, encoixinat i torrecillas.
Hatfield House va ser encarregat per Robert Cecil, primer comte de Salisbury, entre 1607 i 1611, i és l'exemple perfecte de l'arquitectura de transició entre l'estil Tudor i el Renaixement. L'edifici conjuga una ala Tudor, amb finestrals amb mainell i teulada emmerletada i dues ales clarament influïda per les façanes dels palaus italians. La façana central, originàriament en forma de lògia oberta, havia estat atribuïda a Iñigo Jones, encara que el porxo central d'estil jacobí, fa probablement falsa aquesta atribució. Dins, l'elaborada escala tallada mostra la influència italiana en l'ornamentació anglesa.
L'obra de Jones va ser seguida per mestres com Christopher Wren en el disseny de la Catedral de Saint Paul de Londres i de molts edificis públics i esglésies londinenques que es van construir després del gran incendi de Londres, el 1666. La devastació de la ciutat va ser una oportunitat única per a una nova generació d'arquitectes seguidors de l'arquitectura clàssica, que van construir a una escala superior a la que mai probablement no s'havia construït en una ciutat. Tanmateix, a hores d'ara l'estil italianitzant importat per Iñigo Jones ja estava fusionat pel Barroc.
Posteriors arquitectes, com el venecià Giacomo Leoni, durant el segle següent, van adaptar i van modificar l'estil per ajustar-lo al paisatge i gust anglès, conservant-se el gust per la influència italiana en els edificis. Lyme Hall en Cheshire és un exemple superb d'aquesta tendència.
La influència de l'arquitectura renaixentista italiana va perviure en especial en l'àmbit anglosaxó, a conseqüència del Pal·ladianisme, forma d'interpretació peculiar de l'arquitectura de Palladio, que mantindria el classicisme fins a l'arribada d'estils més moderns com el Neoclassicisme. Durant el segle xix, sorgeix amb l'Historicisme, un renéixer neorrenacentista especialment important en el Regne Unit i Amèrica del Nord.